# Pedro Berot
Pedro Berot fue un heroico guerrillero español de la Independencia, considerado como rey y señor del Valle de Arán.
Sus incursiones llegaban a la provincia de Huesca y los franceses tenían verdadero empeño en apoderarse de él, por el mucho daño que les causaba. Ya pensaron una vez tenerle cogido en el puerto de Benasque, pero no solo los rechazó el valiente Berot, sino que tales pérdidas hubo de ocasionarles, que los imperiales retrocedieron y no osaron penetrar de nuevo por aquellos desfiladeros terribles, por aquellas sierras, siempre cubiertas de nieve, que solo Berot y sus guerrilleros eran capaces de atravesar en lucha constante y vigorosa contra los elementos.